# Rafael Cortijo
Rafael Antonio Cortijo Verdejo (11 janvier 1928 - 3 octobre 1982), était un musicien portoricain, chef d'orchestre et compositeur.
Cortijo, enfant, s'est intéressé à la musique des Caraïbes, et particulièrement à la plena. 
Il a par la suite rencontré des célébrités de la plena et a appris comment faire ses propres congas et tambours.
Jeune, il fait la rencontre du légendaire chanteur de salsa Ismael Rivera, avec lequel il restera ami toute sa vie.
Admiratif du jeu de congas de Cortijo, Ismael Rivera l'invite à rejoindre son orchestre et parcourir les fêtes patronales de Puerto Rico.
Cortijo a voulu avoir un orchestre où il pourrait entièrement se consacrer à sa première passion musicale : la plena. Après quelques années au sein de l'orchestre d'Ismael Rivera, il s'en sépare, et forme son propre orchestre de plena, incluant trompettes et saxophones.
Rafaél[Qui ?] Cortijo est devenu célèbre dans toute l'Amérique latine.
Cortijo était également membre du Conjunto Monterrey, à Monterrey au Mexique.
Plus tard, Cortijo a travaillé à la radio, avec des légendes telles que Myrta Silva et Miguelito Valdes. Cortijo a également voyagé avec l'orchestre de Daniel Santos.
En 1954, Cortijo était membre d'El combo de Mario Romero qui s'est séparé du groupe peu après.
Parmi les membres d'El combo, il y avait ses amis Sammy Ayala et Rafaél Ithier. 
Ismael Rivera a rejoint le groupe en 1955.
Jusqu'en 1960, Cortijo et son combo ont joué en direct dans un show de la télévision portoricaine.
En 1962, Rafaél Ithier quitte le groupe pour former El Gran Combo.
Plus tard, Cortijo a créé un autre orchestre, Bonche, où il a été rejoint par son frère Fe Cortijo.
Après des difficultés économiques Cortijo et Ismael Rivera sont allés habiter à New York. Cortijo, cependant, est bientôt revenu à Puerto Rico, où le légendaire compositeur, Tite Curet Alonso l'a aidé à produire un album.
En 1974, les disques Coco Records ont réuni tous les anciens membres d'El Combo pour un ultime concert.
Le 3 octobre 1982, Cortijo, décède d'un cancer du pancréas.